# Allan Williams
Allan Richard Williams (21 de febrero de 1930 - 30 de diciembre de 2016) fue un empresario y promotor británico conocido por ser el primer mánager de The Beatles.

## Biografía
Williams nació en Bootle, una localidad cercana a Liverpool. En su adolescencia dejó su hogar para cantar con Joe Loss en la Isla de Man y más tarde con la D'Oyly Carte Opera Company. En 1958 alquiló un antiguo taller de reparación de relojes en Liverpool y lo convirtió en un café. El local, al que llamó "The Jacaranda", conocido popularmente como "The Jac", abrió sus puertas en septiembre de 1958. John Lennon y Stuart Sutcliffe, que asistían al cercano Liverpool Art College y Paul McCartney que asistía a un instituto adyacente al colegio, eran asidos clientes del local. Lennon y Sutcliffe trabajaron en la decoración de local pintando un mural en el baño de señoras. Poco después, el grupo comenzó a dar sus primeros conciertos bajo el nombre de The Silver Beatles en el Jac. Entre mayo y agosto de 1960, Williams consiguió una serie de eventos para el grupo en otros locales.
Williams tenía contacto con Bruno Koschmider, propietario del club Kaiserkeller de Hamburgo, quien estaba buscando grupos en Liverpool para actuar en Alemania, tras el éxito allí de la banda Derry and The Seniors. El empresario vio la posibilidad de llevar a Hamburgo a The Beatles, que en aquel momento todavía carecían de batería. Williams montó una audición para Pete Best, conocido de la banda, al que dio el visto bueno tras dar un único redoble de tambores.
En agosto de 1960, con Best como batería del grupo, Williams, Lennon, Sutcliffe y McCartney salieron de Liverpool en una pequeña camioneta abarrotada que los llevó a Hamburgo por primera vez. Continuó ejerciendo de mánager para la banda, hasta que una disputa por el pago de su comisión del 10% en un viaje posterior a Hamburgo puso fin a su relación con The Beatles. Williams no tuvo más negocios con el grupo y quedó especialmente decepcionado con que Sutcliffe, a quien tenía mucho cariño, fuera quien le dijo que la banda no le pagaría. En 1962, antes de que Brian Epstein se convirtiera en mánager de la banda, este contactó con Williams para asegurarse de que no quedaran vínculos contractuales. 
Años más tarde, tanto Williams como los miembros de The Beatles hablaron con cariño de su relación. McCartney describió a Williams en The Beatles Anthology como "un gran tipo". En la década de 1970, Williams desempeñó un papel crucial en la producción de las primeras convenciones de los Beatles que se realizarán en Liverpool, y fue un invitado VIP perenne en los festivales anuales de la "Semana Beatle" de la ciudad. En 1975, publicó el libro de memorias, The Man Who Gave The Beatles Away, al que Lennon dio su respaldo. The Man Who Gave The Beatles Away es también el título de un musical del dramaturgo irlandés Ronan Wilmot, que se presentó en el New Theatre de Dublín en 2002.
El Jacaranda reabrió sus puertas después de un breve receso bajo una nueva administración a mediados de la década de 1990 y se convirtió en lugar de culto para seguidores de The Beatles. El 9 de mayo de 2016, en una ceremonia en el Ayuntamiento de Liverpool, Allan Williams fue nombrado ciudadano de honor de la ciudad de Liverpool, otorgado por el Ayuntamiento de Liverpool por sus servicios a la escena musical local.
Falleció el 30 de diciembre de 2016 en Liverpool a los 86 años de edad.